# Carrie Melbourne
Carrie Melbourne je britská baskytaristka a hráčka na Chapman Stick. Rovněž hraje na klavír, kytaru a zpívá.
Melbournová pochází z anglického Hertfordshire. Vystudovala hudbu na skotské St. Andrew's University a v roce 1996 se stala členkou skupiny Babylon Zoo, která se stala známou především díky svému hitovému singlu „Spaceman“.
V roce 1997 se Carrie Melbournová účastnila jako basistka turné hudebnice Tricky. V letech 1998 a 1999 spolupracovala s Mikem Oldfieldem (hrála na premiéře Tubular Bells III, turné Live Then & Now v roce 1999 a na silvestrovském koncertu The Art in Heaven Concert).
Na začátku roku 1999 také vyšlo první album kapely Melbourne, ve které hrála se svým manželem Dougem Melbournem (klávesy, zpěv) a bubeníkem Jamie Fisherem. V roce 2002 vydala Melbournová své první sólové album.

## Sólová diskografie
- The Dark Art of the Chapman Stick (2002)